# Uttarapatha
Textos budistas e hindus antigos usam Uttarapatha como o nome da parte setentrional de Jambudvipa das tradições antigas da Índia.
O nome deriva dos termos sânscritos uttara (norte) e patha (caminho).
Os limites de Uttarapatha como uma região não são definidos com precisão nem nas fontes budistas nem em nenhuma outra fonte antiga. Segundo alguns escritores, Uttarapatha incluía todo o norte da Índia, de Anga no leste a Gandara no noroeste, e dos Himalaias no norte ao Vindhya no sul.
A região Jambudvipa ao sul de Uttarapatha era conhecida como Majjhimadesa nos textos budistas e como Madhyadesa nos textos purânicos.
Segundo os textos budistas, Camboja e Gandara, dois dos dezesseis Mahajanapadas ou grande nações, pertenciam a Uttarapatha.
Os textos budistas incluem os quatorze Mahajanapadas restantes (Kasi, Côssala, Anga, Mágada, Vajji, Malla, Chedi, Vamsa ou Vatsa, Kuru, Panchala, Machcha ou Mattsya, Surasena, Avanti e Assaka) na divisão do Majjhimadesa.
Inúmeros termos da literatura purânica referem-se aos bahlikas, pahlavas, sacas, paradas, ramathas, cambojas, daradas, tushars, chinas, barbaras, keikayas, abhiras, sindhus, soviras e outros como as tribos de Uttarapatha.
Segundo a geografia purânica, os Mahajanapadas Camboja e Gandara das tradições budistas ficavam no Udichya (norte), Assaka em Dakshinapatha, Avanti em Aparanta (oeste), Vajji, Malla, Anga e Mágada em Prachya (leste) e os oito Mahajanapadas restantes na divisão Madhyadesa.
No texto medieval hindu Kavyamimamsa, pelo pandit Rajshekhara, é afirmado que Uttarapatha fica no oeste de Prithudaka (atual Pehoa, perto de Tanesvar em Haryana). O Kavyamimamsa também lista os sacas, vokkanas, hunas, cambojas, keikayas, bahlikas (bactrianos), pahlavas, lampacas, kulutas, tanganas, tusharas, turushakas (turcos) e barbaras dentre as tribos de Uttarapatha (Kavyamimamsa, cap. 7).
O Maabárata, em várias partes, também diz que os cambojas, sacas, gandaras, yavanas, darunas, barbaras e khashas eram as tribos de Uttarapatha (MBH 12/201/40; 5/159/20).
A subdivisão Uttarapatha provavelmente incluía os territórios da região maior de Panjabe, Sindhu, Sovira, Afeganistão, Caxemira, Báctria e partes da Ásia Central.
Outras nações da Ásia Central, incluindo Uttarakuru, Uttaramadra, Param-Camboja e partes de Saka-dvipa também também estavam localizadas em Uttarapatha.
Segundo o Dr. S. M. Ali, Uttarapatha ou a subdivisão norte de Jambudvipa cobre uma área vasta, dos Urais e da região Cáspia ao rio Yenisei e do Turquistão e das cadeias Tian Shan ao Ártico. O Ramáiana e os Puranas descrevem a topografia da região inteira precisamente e, em alguns casos, pitorescamente.
Uttarapatha ficou famosa em tempos muitos antigos pela sua boa raça de cavalos e pelos seus negociantes de cavalos. Existem referências antigas a um comércio contínuo entre as nações de Uttarapatha e os estados do leste da Índia. Fontes budistas e purânicas afirmam que os mercadores e negociantes de cavalos de Uttarapatha trariam cavalos e outros bens para vender em lugares do leste da Índia como Savatthi (Côssala), Benares (Kasi), Pataliputra (Mágada), Pragjyotisha (Assam) e Tamarlipitka (em Bengala).
O grande épico indiano Maabárata relata as estradas antigas. Refere-se a Uttarapatha (estrada setentrional), que conectava os territórios dos países de Kirata (talvez de Mágada), Camboja, Gandara e Yavana.
Existe documentação de que nações de Uttarapatha como Camboja, Gandara e Caxemira estavam ativamente empenhadas nas transações comerciais não só com os estados do vale gangético, mas também com Myanmar, Suvarnabhumi, com o sudoeste da China e com outras nações do sudeste asiático. Quando o funcionário público chinês Chang Kien esteve em Gandara (cerca de 127 a.C.), ele descobriu, para a sua grande surpresa, que bambus e tecidos do sudoeste da China eram vendidos nos mercados locais. Ele descobriu que esses bens eram trazidos ao leste da Índia (Bengala) através de Yunnan e da Birmânia e levados do leste da Índia à Báctria cruzando a Índia e o Afeganistão ao longo de Uttarapatha ou a estrada setentrional.
A literatura pali antiga diz que mercadores das nações de Uttarapatha estavam empenhados no comércio internacional, seguindo a conhecida rota Camboja-Dvaravati. Mercadores de Camboja, Gandara, Sovira, Sindhu e outros lugares navegavam de portos de Bharukaccha (atual Bharoch) e de Supparaka Pattana (atual Nalla-Sopara), próximo a Mumbai, para fazer comércio com o sul da Índia, Sri Lanka e nações do sudeste asiático. Grandes navios de mercadorias navegavam dali diretamente ao sul de Myanmar. Esse comércio estava ocorrendo centenas de anos antes de Buddha.
Existe evidência de que negociantes de cavalos de Camboja em Uttarapatha comerciavam cavalos até tão longe quanto Sri Lanka. O Dr. Don Martino aponta que os mercadores do noroeste de Camboja estiveram conduzindo comércio de cavalos com Sri Lanka pela costa oeste da Índia desde a antiguidade remota (Epigraphia Zeylanka, vol. II, no. 13, pp. 76).
Várias inscrições encontradas em cavernas de Anuradhapura em Sri Lanka afirmam a existência de uma Associação de Comércio de Camboja (Kambojiya Mahapughyanam) na antiga língua singalesa. Os termos kaboja e kabojiya são as formas antigas singalesas de Camboja de Uttarapatha.
O texto pali do século IV Sihalavatthu especificamente testifica um grupo de pessoas conhecidas como cambojas vivendo em Rohana, em Sri Lanka.
Um comércio de cavalos corrente entre as nações de Uttarapatha e as do leste, oeste e sul da Índia é afirmado de ter continuado até a Idade Média. O rei Devapala (810−850 a.C.), o rei Vishnuvardhana Hoysala (1106-1152) de Mysore e o rei Valabhi Deva de Valbhi/Saurashtra (1185) tinham tropas poderosas de cavalos de Camboja nas suas cavalarias.
Também existe uma boa evidência arqueológica de comércio romano (1-200) em Gandara/Camboja e na região da Báctria em Uttarapatha através da península de Gujarate.
As moedas de ouro romanas importadas em Gandara eram geralmente derretidas em ouro em barras nessa região.
Correspondente a Uttarapatha, Dakshinapatha era o nome da estrada meridional, que originou-se de Rajagria, em Mágada, seguindo-se através de Ujjain e do vale do rio Narmada a Pratistana (Paithan) no Mahajanapada de Ashmaka (no atual Maharashtra), até a costa oeste da Índia e seguindo na direção sul.
Depois, Dakshinapatha foi também o nome emprestado à região da Índia que fica no sul de Vindya, através do qual o Dakshinapatha passava. O nome Decão para a parte sul da Índia originou-se de Dakshinapatha.